# Samsung Securities Cup 2007
La Samsung Securities Cup 2007 è stato un torneo di tennis facente parte della categoria ATP Challenger Series nell'ambito dell'ATP Challenger Series 2007. Il torneo si è giocato a Seul in Corea del Sud dal 22 al 28 ottobre 2007 su campi in cemento.

## Vincitori

### Singolare
Dudi Sela ha battuto in finale  Konstantinos Economidis con il punteggio di 6–4, 6–4

### Doppio
Rik De Voest /  Lu Yen-hsun hanno battuto in finale  Sanchai Ratiwatana /  Sonchat Ratiwatana con il punteggio di 6–3, 7–5